# Жидков, Александр Витальевич
Алекса́ндр Вита́льевич Жидко́в (16 марта 1965, Прикумск, Ставропольский край, РСФСР, СССР) — советский и азербайджанский футболист, вратарь. Мастер спорта СССР (1987).

## Карьера

### Клубная
Учился в спортинтернате Ростова-на-Дону. После его окончания в 1981 году принял приглашение клуба 2-й лиги «Атоммаш». Жидкова сразу поставили на календарную встречу с лидером турнира — «Спартаком» из Орджоникидзе. Игра завершилась вничью 1:1, а Жидков получил доверие от тренера.
В 1983 году, после Спартакиады народов СССР, где он выступал за сборную РСФСР, на игрока обратили внимание клубы высшей лиги — «Торпедо», ЦСКА и «Нефтчи». Сам же Жидков думал, что раз находился в призывном возрасте, то его заберут в ростовский СКА. Однако всё сложилось иначе — представители бакинского «Нефтчи» собрали необходимые документы на Жидкова и зачислили его в Азербайджанский медицинский институт, где была военная кафедра. В новом клубе его рассматривали как замену возрастному Сергею Крамаренко.
В высшей лиге дебютировал в выездном матче против киевского «Динамо». Игра закончилась разгромным поражением «Нефтчи» со счетом 0:5, а самого Жидкова заменили при счете 0:4. Тем не менее поражение не сказалось на его месте в команде — тренеры доверяли юному игроку и продолжали ставить его в основу.
С 1984 привлекался в юношеские и молодёжные сборные СССР. Находился на сборах и с основной сборной СССР. Провел 6 неофициальных матчей за национальную команду СССР.
Занял третье место в списке 33 лучших футболистов сезона в СССР в 1987 году.
По окончании сезона 1987 года, поддавшись на уговоры Валерия Лобановского, перешёл в киевское «Динамо». Сезон 1988 года начал основным вратарем наряду с Виктором Чановым. Однако вскоре, после игры с московским «Спартаком», сел на скамейку запасных. Полгода находился вне игры, не имея возможности играть даже за дубль — там основным вратарем был Андрей Ковтун. В свою очередь, игрока не отпускало в другие клубы и руководство команды. С конца года его снова стали подпускать к основе, на поле выходил считанное число раз.
В 1990 году, после отъезда в ОАЭ Лобановского, стал основным вратарем «Динамо». Однако уже в следующем году тренерский штаб сделал ставку на опытного Игоря Кутепова, сослав в очередной раз Жидкова в дубль. По окончании 1991 года был отчислен из «Динамо».
В начале 1992 перешёл в клуб «Нива» (Винница), получивший право выступать в высшей лиге чемпионата Украины по футболу. Пробыв в команде всего пару месяцев, решил попробовать свои силы за границей. Новым клубом Жидкова стал австрийский Мёдлинг, который тренировал Ханс Кранкль, а партнером на поле стал экс-игрок «Локомотива» Андрей Калайчев. В Австрии отыграл 11 матчей, но вынужден был покинуть клуб из-за финансовых разногласий.
В 1993 году вернулся в «Ниву», где, однако, на него не рассчитывали. Ему предложили вылететь в Израиль, чтобы там и продолжить выступления. По прилёте его встретили и помогли заключить контракт с клубом «Хапоэль Цафририм» (Холон). За новый клуб выступал в течение 6 сезонов, отыграв более 150 игр.
В 1994 принял приглашение от азербайджанской федерации футбола и стал выступать за национальную команду Азербайджана. С 1994 по 1998 год провёл 21 матч.
В возрасте 34 лет решил попробовать себя в российском чемпионате. Жидков вышел на тренера «Анжи» Гаджи Гаджиева, который и предложил ему тренироваться в Махачкале. Жидков в скором времени стал основным голкипером «Анжи», провёл в команде 3 сезона.
В 2002—2003 играл за «Томь», выступавшую в 1-й лиге.

### В сборной
Сыграл 21 матч за сборную Азербайджана.

### Тренерская
Работал тренером в ФК «Москва», ФК «Орёл», «Томи» (2008).
В 2009 году работал тренером в клубе второго дивизиона «Волга» из Твери.
В 2011 году работал тренером вратарей в махачкалинском «Анжи».

## Достижения
- Бронзовый призёр чемпионата СССР — 1989
- Обладатель Кубка СССР — 1989/90
- Финалист Кубка России — 2000/01
- Серебряный призёр Спартакиады народов СССР — 1983
- В списке 33 лучших футболистов сезона — 1987.

## Личная жизнь
Женат, имеет двух сыновей, старший по состоянию на май 2011 года заканчивал университет, а младший — школу.
Во время одной из поездок Жидков едва не погиб в автокатастрофе, когда его автомобиль Mercedes-Benz 190 перевернулся на дороге. После этого происшествия Жидков, с его слов, стал ездить крайне аккуратно.